# 白花変種
白花変種（はくかへんしゅ）とは、顕花植物の中で、本来は色のついた花を咲かせるはずの種で、花弁において色素が形成されず、白い花を咲かせる個体のこと。カルコン（黄色）、フラボン（淡黄色）、アントシアン（赤や青）等の各色素の発現に関わる遺伝子の異常に起因して生じる。花弁の細胞は一般に葉緑体が発達せず透明に近いので、雪と同様に光の乱反射で白く見える。
変種と呼ばれることはあるが、厳密な分類学上の扱いとしては品種である。山野草でよく珍重され、好んで栽培や写真撮影の対象とする愛好家も多い。類似の例に、本来は着色するはずの果実などが白い例もある。
慣習的にアルビノと呼ばれる場合もあるが正確には別のものである。植物のアルビノはクロロフィルが合成できずに光合成組織が白化した個体で、これの多くは種子の養分を使い果たした時点で枯れてしまう。

## 具体例
和名に「シロバナ」を冠するもの（シロバナタンポポなど）は基本的に変種または別種であり、白花変種は「種名（白花型）」のように表記される。ただし、白化変種に「シロバナ○○」といった和名を与える場合もあるので、やっかいである。
たとえば、人里にごく普通のスミレ類であるタチツボスミレ Viola gryoceras には、白花品が見つかっており、これをシロバナタチツボスミレ Viola gryoceras f. albiflora という。これが、この項で扱っている白花変種である。ただし、この種には、白い花ではあるが、距に紫色の出るものがあり、オトメスミレ Viola gryoceras f. purpurellocalcarata という名がついている。これらは、普通のタチツボスミレの生育域に、ごくたまに発見されるもので、いずれもタチツボスミレの種内の変異との判断で、品種として扱われている。
これに対して、紫の花を咲かせるスミレ V. mandshurica に非常によく似たもので、白い花を咲かせるものにシロスミレ V. patrinii や、アリアケスミレ V. betonicifolia var. albescens があるが、これらは完全に別種である。したがって、花の色以外にも、各部に形態などの差がある。しかし、その差は小さいので、判別はなかなか難しい。スミレとは花の色で完全に区別できるのだが、数は少ないものの、スミレにも白花変種に近いものがある。シロガネスミレ V. mandshurica f. hasegawae はほぼ白い花に紫の筋が残る。さらに、完全な白花も発見されている。これらと、上記の白いスミレ類との判別は、さらに難しくなる。スミレ属の検索表では、往々に花の色が判断に使われるため、同定が困難になりがちである。
なお、ここにあげた名は、すべて学名がついている。これは、学術的に正式に発表されたことを意味する。スミレ類は研究者も多く、注目されやすい群なので、このように詳細な学名があるが、他の植物では、特に名付けられていない例も少なくない。園芸方面では、勝手にシロバナなどをつけて読んでいる例もあるが、それとは違うものである。なお、スミレの完全白花は命名されていないので、学名は存在しない。

## 白花種の例

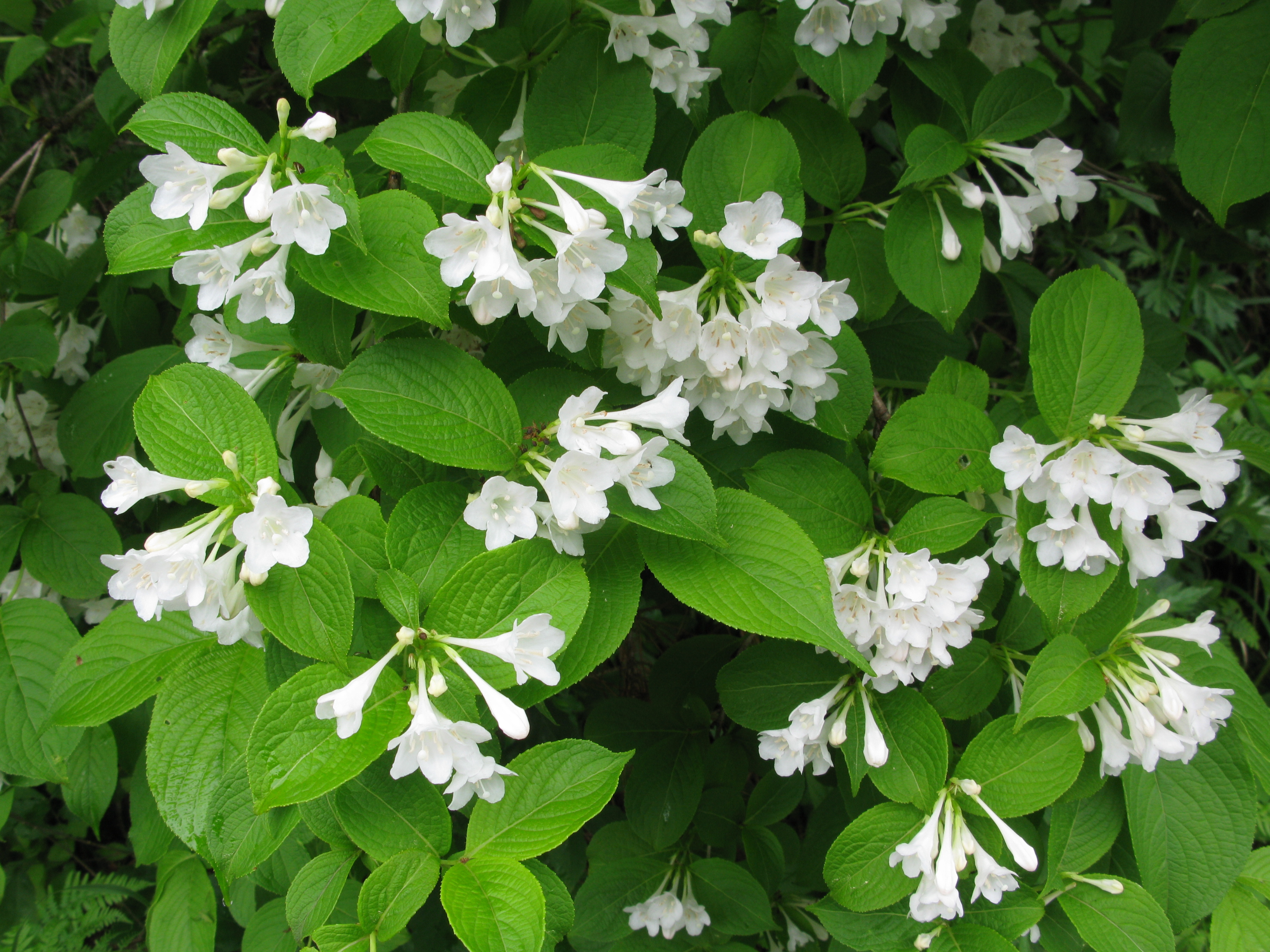
タニウツギの白花品種
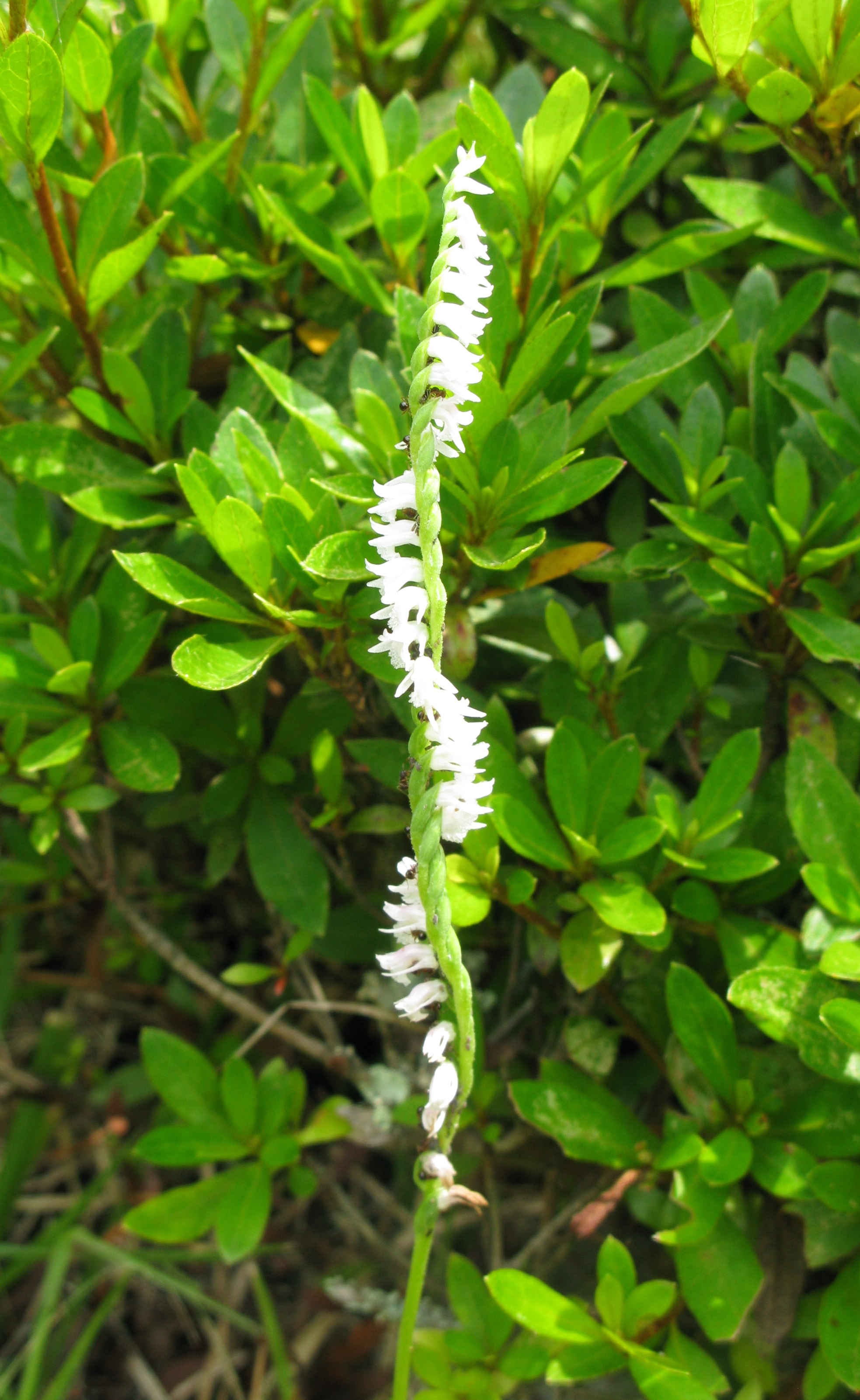
ネジバナの白花品種
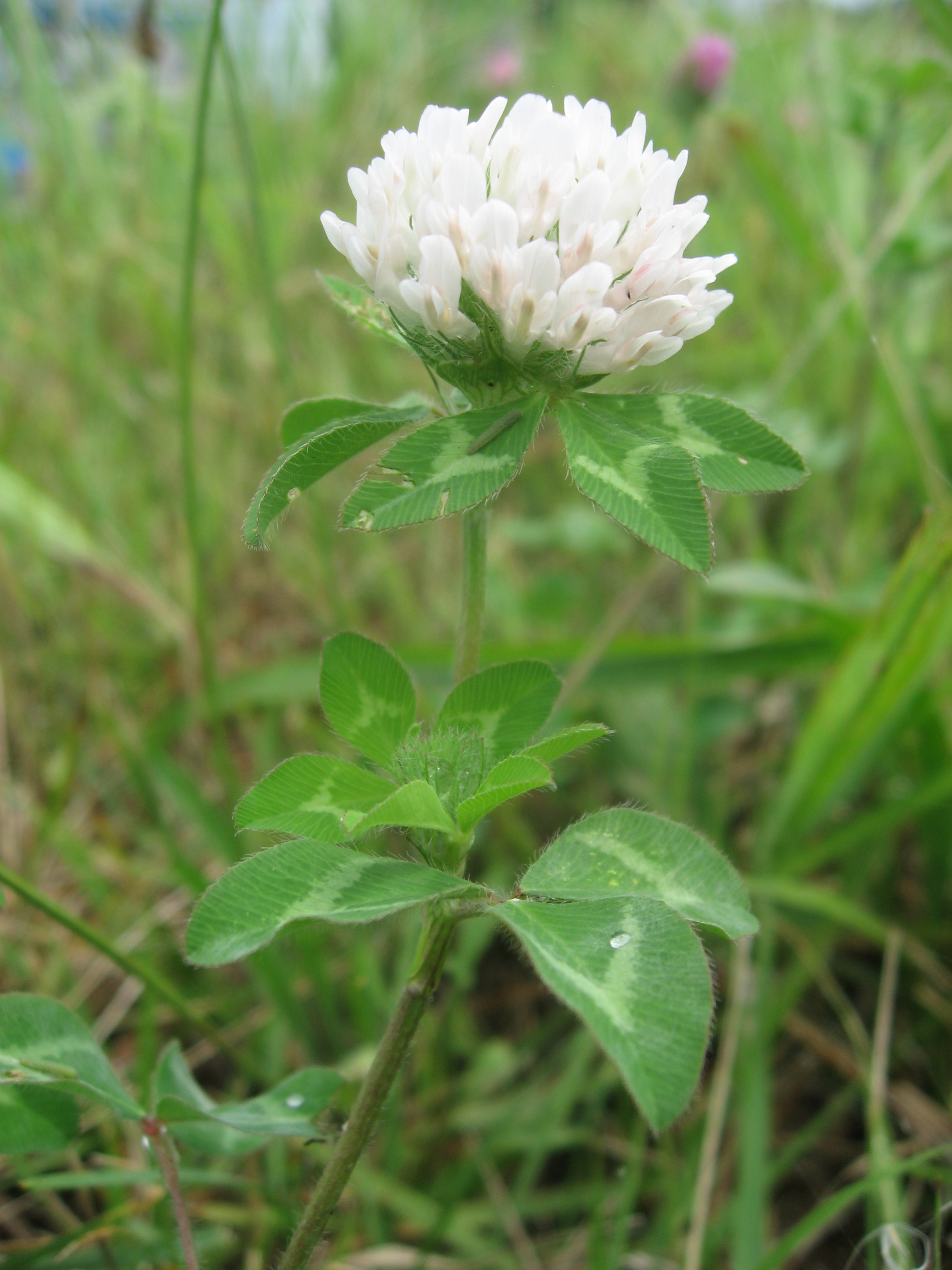
ムラサキツメクサの白花品種
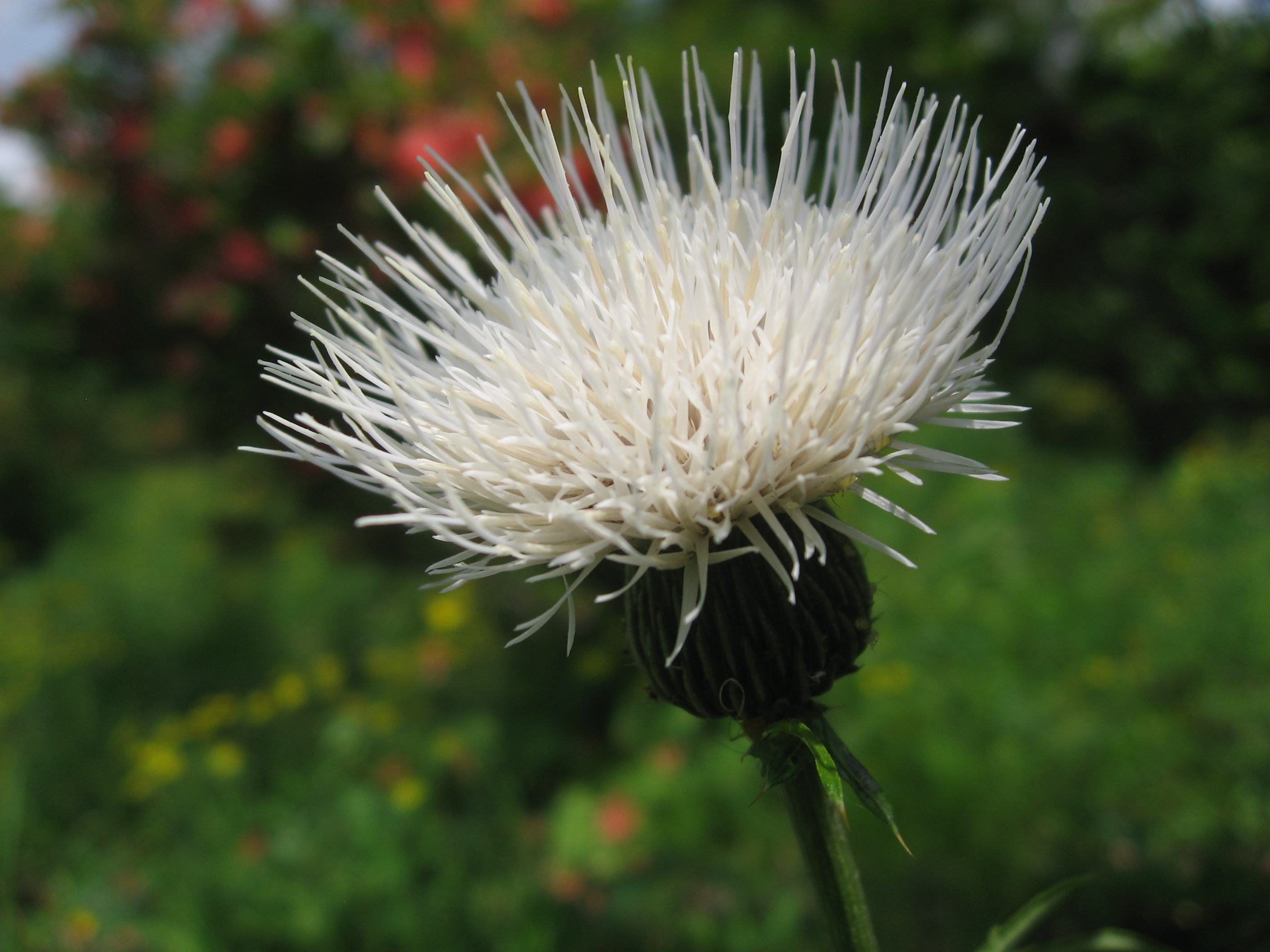
ノアザミの白花品種
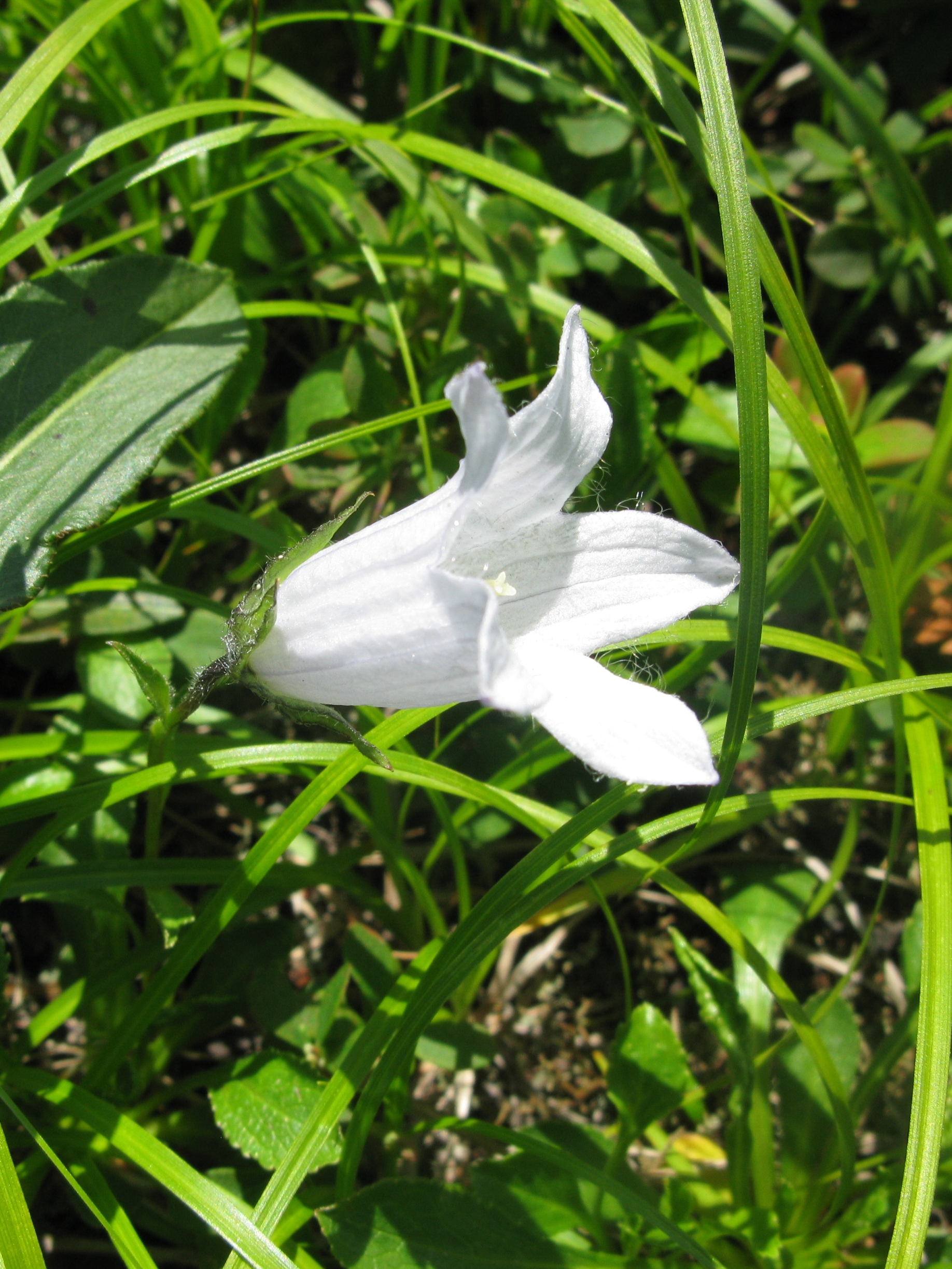
チシマギキョウの白花品種